# بوب غريغ (لاعب كرة قدم)
بوب غريغ (بالإنجليزية: Bob Gregg)‏ (12 يوليو 1899 في المملكة المتحدة - 4 نوفمبر 1955 بإبسوتش في المملكة المتحدة) هو لاعب كرة قدم بريطاني (وحمل سابقاً جنسية المملكة المتحدة لبريطانيا العظمى وأيرلندا) في مركز الدفاع. لعب مع نادي كيلمارنوك ونيو بيدفورد ويلرز وهولي كاربوريتور وPark Grange F.C. ‏ وNithsdale Wanderers F.C. ‏ وPhiladelphia Field Club ‏ وBricklayers and Masons F.C. ‏ وGalston F.C. ‏ وإيرفين ميدو XI ‏ وStix, Baer and Fuller F.C. ‏.